# Proagonistes gigantipes
Proagonistes gigantipes är en tvåvingeart som beskrevs av Stanley Willard Bromley 1930. Proagonistes gigantipes ingår i släktet Proagonistes och familjen rovflugor.
Artens utbredningsområde är Madagaskar. Inga underarter finns listade i Catalogue of Life.